# يان-إريك سوبيرغ
يان-إريك سوبيرغ هو لاعب كرة قدم سويدي في مركز الوسط، ولد في 14 سبتمبر 1946. شارك مع منتخب السويد تحت 18 سنة لكرة القدم ومنتخب السويد تحت 23 سنة لكرة القدم ومنتخب السويد لكرة القدم. أما مع النوادي، فقد لعب مع نادي يورغوردينس.